# Gravellona Lomellina
Gravellona Lomellina là một đô thị ở tỉnh Pavia trong vùng Lombardia của Ý, có cự ly khoảng 35 km về phía tây nam của Milan và khoảng 35 km về phía tây bắc của Pavia. Tại thời điểm ngày 31 tháng 12 năm 2004, đô thị này có dân số 2.410 người và diện tích là 20,4 km².
Gravellona Lomellina giáp các đô thị sau: Cassolnovo, Cilavegna, Tornaco, Vigevano.